# Крила (филм из 2012)
Крила (рус. От винта! 3Д, енгл. Wings) је руски дугометражни цртани филм из 2012. године.
Филм је направљен на стогодишњицу руске војне авијације, у тродимензионалној техници и са звуком у окружењу.
Ово је други по реду у сарадњи руских и јерменских аниматора, а првенац режисеру Олги Лопато.